# Tyrone klónja
A Tyrone klónja (eredeti cím: They Cloned Tyrone) 2023-ban bemutatott amerikai sci-fi filmvígjáték, amelyet Juel Taylor rendezett. A főbb szerepekben John Boyega, Teyonah Parris, Jamie Foxx, Kiefer Sutherland és David Alan Grier látható.
Amerikában 2023. július 14-én a mozikban, míg Magyarországon 2023. július 21-én mutatták be a Netflixen.

## Cselekmény
Fontaine drogdíler a Glen nevű külvárosi negyedben. Anyja egész nap a szobájában marad, és ritkán beszél Fontaine-nel, és még mindig gyászolja öccse halálát. Slick Charles, Fontaine egyik kuncsaftja verekedést kezdeményez a sok szexmunkás egyikével, Jojóval. Fontaine elmegy, hogy szembeszálljon Slick Charles-szal, aki tartozik Fontaine-nak, és útközben találkozik Jojóval. Fontaine-nek sikerül megszereznie a pénz egy részét Slicktől, de aztán Isaac, egy másik drogdíler halálos lövést ad le rá, amikor távozik.
Másnap reggel Slick megdöbben, amikor Fontaine ismét megjelenik a pénzért, élve, és anélkül, hogy emlékezne az előző éjszaka eseményeire. Ketten megkeresik Jojót, hogy megerősítsék Slick állításait a haláláról, ami összezavarja Fontaine-t. Eszébe jut, hogy egy lövéstől vérző férfit elraboltak egy fekete terepjáróból, amely most egy csapdaház előtt parkol. Fontaine bemegy a házba, hogy Slickkel és Jojóval együtt nyomozzon.
Felfedeznek egy liftet, amely egy földalatti laboratóriumba vezet. Odabent egy afrofrizurás fehér tudós közli velük, hogy a művelet széles körben elterjedt. Slick felszippant egy titokzatos fehér anyagot, amiről azt hiszi, hogy kokain, de végül nevetve véletlenül megöli a tudóst, miután Jojó kisebb robbanást okoz. Mielőtt távoznak, a trió felfedez egy asztalon fekvő holttestet, amely azonos Fontaine-nel.
Másnap reggel Fontaine ismét betör a házba, csakhogy a labor bejárata eltűnt. Egy sült csirke étteremben az étkezők szédelegnek a nevetéstől, aminek hatására Slick rájön, hogy a sült csirke ugyanazt az anyagot tartalmazza, amit korábban fogyasztott. Jojó elcsábítja az étterem vezetőjét, aki hasonlít a tudósra, akit Slick megölt. Rájön, hogy a Glen egészét megfigyelik és rögzítik. Rájönnek, hogy az anyagot szőlőitalokban és hajtermékekben is használják. Egy alkoholistától származó rejtett üzenetek révén, akivel Fontaine naponta találkozik, felfedeznek egy fekete templomot, ahol a csoportot elbizonytalanítják azok a dalszövegek, amelyeket a templomba járók a szőlőital hatására énekelnek. Az istentisztelet után a csoport felfedez egy liftet az oltárban.
Felfedezik, hogy a laboratóriumi létesítmény az egész Glen területére kiterjed, és szemtanúi lesznek annak, hogy fekete embereken kísérleteket végeznek. Rájönnek, hogy a laboratóriumban sok, de nem az összes gleni lakos klónja megtalálható, köztük Fontaine és Slick Charles is. Végignézik, ahogy a túlnyomórészt fehér, férfi tudósok dalok és vizuális stimuláció segítségével irányítják a klónokat. Egy sztriptízbáron keresztül távoznak, miután Fontaine riasztást ad le. A DJ egy dallal átmossa a klubtagok agyát, majd arra kényszeríti őket, hogy üldözzék a triót. Egy Nixon nevű fehér férfi és egy Chester nevű Fontaine-klón jelenik meg, hogy megállítsák a klublátogatókat.
Nixon felfedi, hogy a tudósok kísérleteket végeznek elszegényedett, túlnyomórészt fekete lakosságon, köztük ebben a városban, hogy a művelet észrevétlen maradjon, és állítólag békét teremtsen Amerikában. Nixon egy kiváltó szót használ, aminek hatására a Jojó kivételével az egész tömeg követi a parancsait. Nixon azt mondja Fontaine-nek, hogy tegyen egy pisztolyt a szájába, amit az meg is tesz. Jojó az életéért könyörög, és Nixon egy újabb kiváltó szóval felszabadítja őket hipnotikus állapotukból. Az egész tömeg végig magánál volt, képtelen volt kontrollálni a cselekedeteiket. Annak ellenére, hogy Jojó szemtanú volt, akire nem volt hatással, Nixon mégis azzal fenyegetőzik, hogy újra használja a tömeg ellen, ha nem hagyják abba a nyomozást.
Fontaine egyre mélyebbre zuhan a kétségbeesés állapotába, miután rájön, hogy anyja, akit valójában soha nem látott, csak egy hang a magnón. Jojó úgy dönt, hogy a saját kezébe veszi az ügyet, de személyazonossága lelepleződik, és Nixon elrabolja. Fontaine Slickkel és Isaac-kal közösen kitalál egy tervet Jojó megmentésére, és megrendezi a halálát, hogy észrevétlenül beosonhasson a laborba. Fontaine beengedi Slicket és Isaacet, hogy a Glen számos lakójával együtt megrohamozzák a labort. Kiszabadítják a kísérletezgetett fekete embereket, köztük a klónokat is, míg Jojó kiszabadul és megtalálja Slicket.
Fontaine-t legyőzi Chester, és elviszi Fontaine egy régebbi változatához, amelyről kiderül, hogy az eredeti Fontaine. Elmagyarázza, hogy segít a tudósoknak "békét" teremteni azáltal, hogy agykontroll és generációs nemesítés révén fehér emberré teszi a feketéket. Fontaine kisöccsének egy rendőr által elkövetett, faji indíttatású meggyilkolása késztette őt arra, hogy elkezdje a klónok készítését. Miután az idősebb Fontaine azt állítja, hogy az országnak jobb lenne az asszimiláció, mint a megsemmisítés, Fontaine Nixon kiváltó szavát használja Chesterre, és lelőteti vele az eredetit. Eközben Jojó feltartja Nixont, hogy megölje, mielőtt Slick fejbe lövi.
A templom létesítmény bejárata megnyílik, és a meztelen klónok a nyilvánosság elé tárulnak, leleplezve az ország titkos műveletét. Miután Jojó bejelenti, hogy visszavonul a munkájától, a trió úgy dönt, hogy Memphisbe megy, hogy tovább leleplezze és megállítsa a műveletet. Eközben Los Angelesben egy Tyrone nevű férfi azonos Fontaine-nel, és ugyanolyan életmódot folytat, mint Fontaine. Barátaival együtt végignézi, ahogy Fontaine egyik klónja megjelenik a tévében.

## Szereplők
| Szerep                                      | Színész               | Magyar hang   |
| ------------------------------------------- | --------------------- | ------------- |
| Fontaine / öreg Fontaine / Chester / Tyrone | John Boyega           | Szatory Dávid |
| Jojó                                        | Teyonah Parris        | Dobó Enikő    |
| Slick Charles                               | Jamie Foxx            | Kálid Artúr   |
| Nixon                                       | Kiefer Sutherland     | Kőszegi Ákos  |
| Prédikátor                                  | David Alan Grier      |               |
| Isaac                                       | J. Alphonse Nicholson | Gacsal Ádám   |
| Biddy                                       | Tamberla Perry        | Mezei Kitty   |
| Big Moss                                    | Eric Robinson Jr.     | Varga Rókus   |

### Magyar változat
- Magyar szöveg: Fuchs Gábor
- Felvevő hangmérnök: Johan Gay
- Hangmérnök: Lang András
- Vágó: Wünsch Attila
- Gyártásvezető: Masoll Ildikó
- Szinkronrendező: Bárány Emese
- Produkciós vezető: Fekete Márk

A szinkront a Direct Dub Studios készítette el.

## A sorozat készítése
A film fejlesztése 2019 februárjában kezdődött, amikor a forgatókönyvet a The Black List népszerű, de nem gyártott forgatókönyvek közül választották. A filmet az 1970-es évek Blaxploitation filmjei előtt tisztelgő "műfaji" tisztelgésként tervezték, amely a szatíra, a rejtély, a horror, a sci-fi és az abszurd humor elemeit tartalmazza.
2019 februárjában bejelentették, hogy Brian Tyree Henry tárgyalásokat folytat a film főszerepéről, Taylor pedig a MACRO Media produkciós cég rendezője lesz. 2019 októberében John Boyega csatlakozott a stábhoz, aki Henry-t váltotta a főszerepben.
A forgatás 2020 novemberében kezdődött Atlantában. A forgatás 2021 áprilisában fejeződött be.